# Camargue

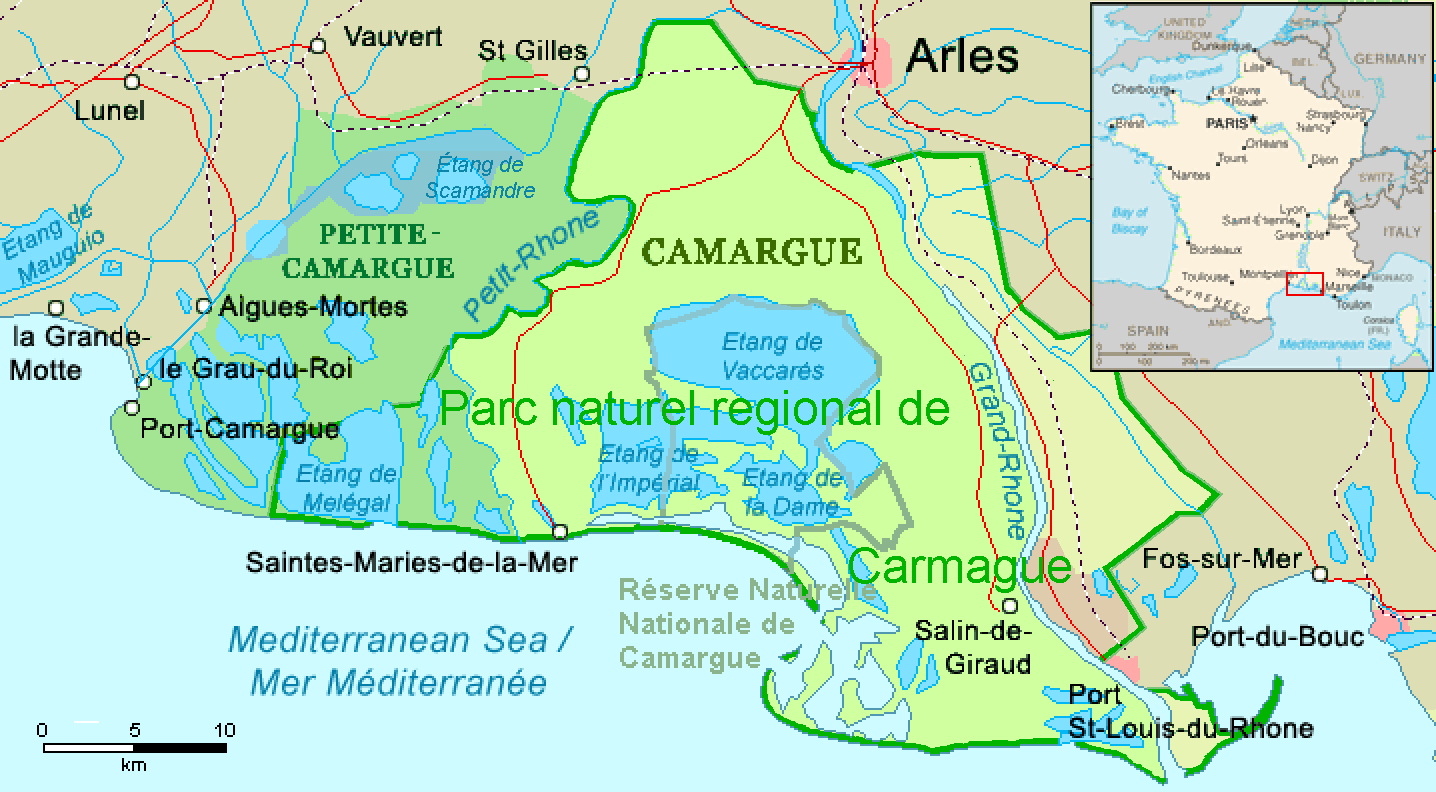
Camargue und Petite Camargue

Die Camargue ist eine je nach Definition ca. 600, 930 oder 1500 Quadratkilometer große Schwemmlandebene (Marschland) in der Provence (genauer in der Basse-Provence) im Süden Frankreichs. Nach der engeren Definition ist sie nur das von den beiden Mündungsarmen der Rhone im Rhonedelta begrenzte Gebiet, danach läge die Camargue im Rhonedelta, oder sie umfasst auch mehr oder weniger große Flächen westlich und östlich davon, danach läge das Rhonedelta in der Camargue.

## Geografie

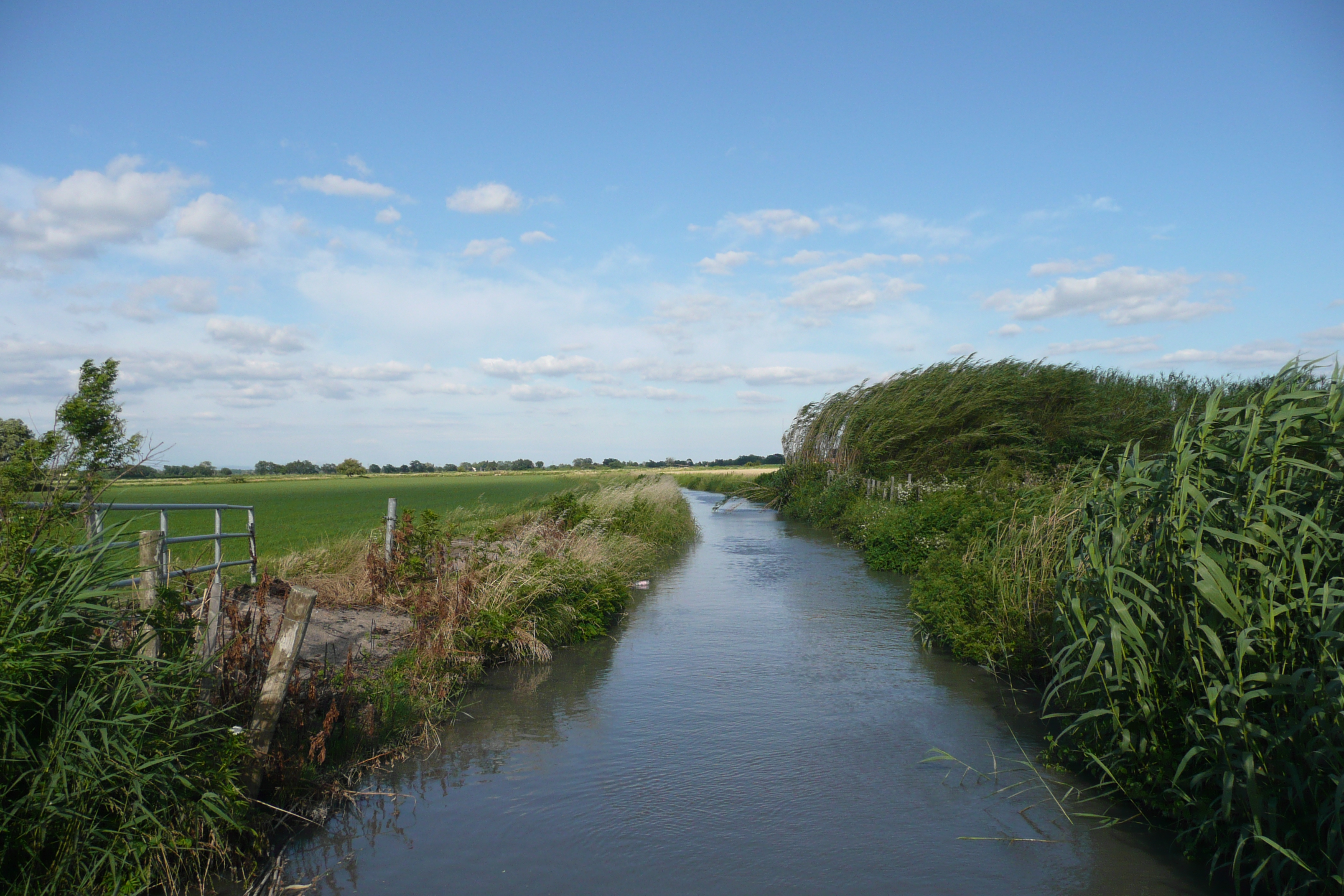
Landschaft der Camargue

Die Camargue als Landschaftseinheit, französisch Plaine de la Camargue, darf nicht mit dem Regionalen Naturpark Camargue (französisch Parc naturel régional de Camargue) verwechselt werden. Die Plaine de la Camargue oder Grande Camargue wird von den beiden Rhônearmen begrenzt. Von der Mitte nach Süden, wohin also wenig Flusssedimente gelangt sind, ist sie durch zahlreiche Lagunen, deren größte Étang de Vaccarès heißt, in kleine Halbinseln und Inseln gegliedert.
In einer erweiterten Definition (etwa in der französischen Wikipedia) wird die Kleine Camargue westlich des Deltas mit hinzugerechnet und ein Landstreifen am Ostufer der Großen Rhone (le Grand Rhône) mit dem Plan du Bourg und dem Sumpfgebiet Marais du Viguerat. Zu den Rhonearmen hin ist die Camargue völlig eingedeicht, die früher üblichen und zur Bildung der Landschaft beitragenden Überschwemmungen finden somit nicht mehr statt. Daraus resultieren zum Teil Probleme mit der Versalzung der Böden. Die Flora in der südlichen Camargue, wo keine landwirtschaftliche Nutzung mehr erfolgt, ist von Pflanzen bestimmt, die mit Brackwasser zurechtkommen, wie Schilf, Tamarisken und dem Queller (salicorne). Die Camargue gehört fast vollständig zum Gemeindegebiet von Arles, wodurch Arles zur flächenmäßig größten Gemeinde Frankreichs geworden ist.

### Orte
Die größten Orte in der Camargue (nach weitester Definition) sind
- Aigues-Mortes (8707 Einwohner)
- Le Grau-du-Roi samt Stadtteil Port Camargue (zusammen 8513 Einwohner)
- Les Saintes-Maries-de-la-Mer (2278 Einwohner)
- Le Sambuc (ca. 500 Einwohner)
- Mas-Thibert (ca. 1300 Einwohner)
- Port-Saint-Louis-du-Rhône (8510 Einwohner)
- Salin-de-Giraud (ca. 2100 Einwohner)

## Wirtschaft
Der größte Teil der Camargue wird landwirtschaftlich zum Gemüse-, Obst- und Reisanbau sowie zur Viehzucht genutzt. Seit dem Zweiten Weltkrieg wird Reis auf Flächen, die früher mit Röhricht bestanden waren, angebaut. Der hauptsächlich aus Schwemmland bestehende Boden bietet günstige Bedingungen dafür. Südlich von Salin-de-Giraud wird fast das gesamte Gebiet von Meerwassersalinen, die sich bereits im Jahr 1856 zum Verband der Salins-du-Midi zusammengeschlossen haben, belegt. Diese Saline wurde aus wirtschaftlichen Gründen stillgelegt, was aber die Wasserwirtschaft in diesem Bereich zerstörte. Deshalb wird heute mit einem Restbetrieb noch Salz gewonnen, um die Wasserwirtschaft intakt zu halten. Bekannt ist diese auch für die Gewinnung des Fleur de Sel. Nicht zu unterschätzen ist auch der Tourismus.

## Naturschutzgebiet

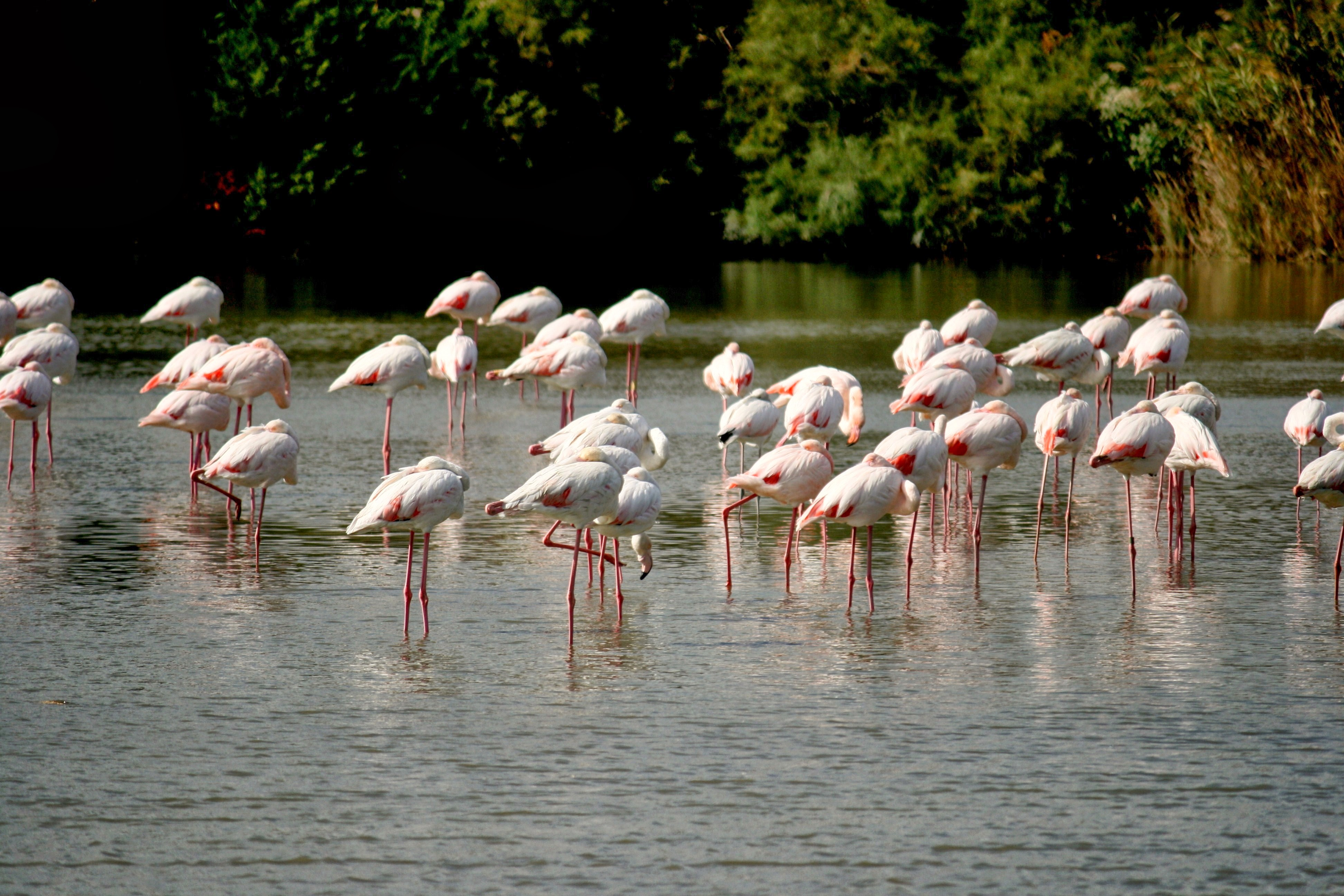
Flamingos in der Camargue

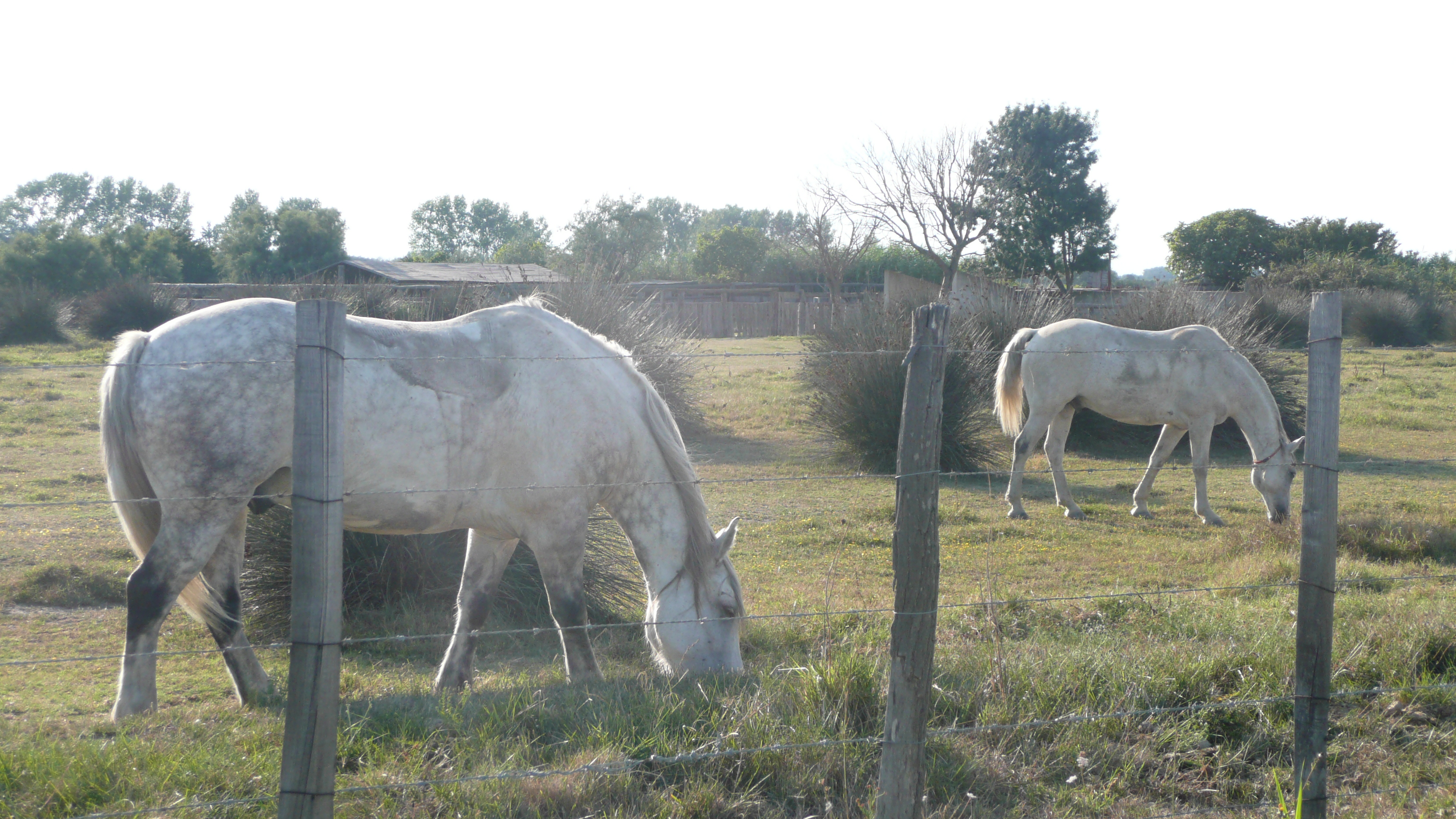
Camargue-Pferde

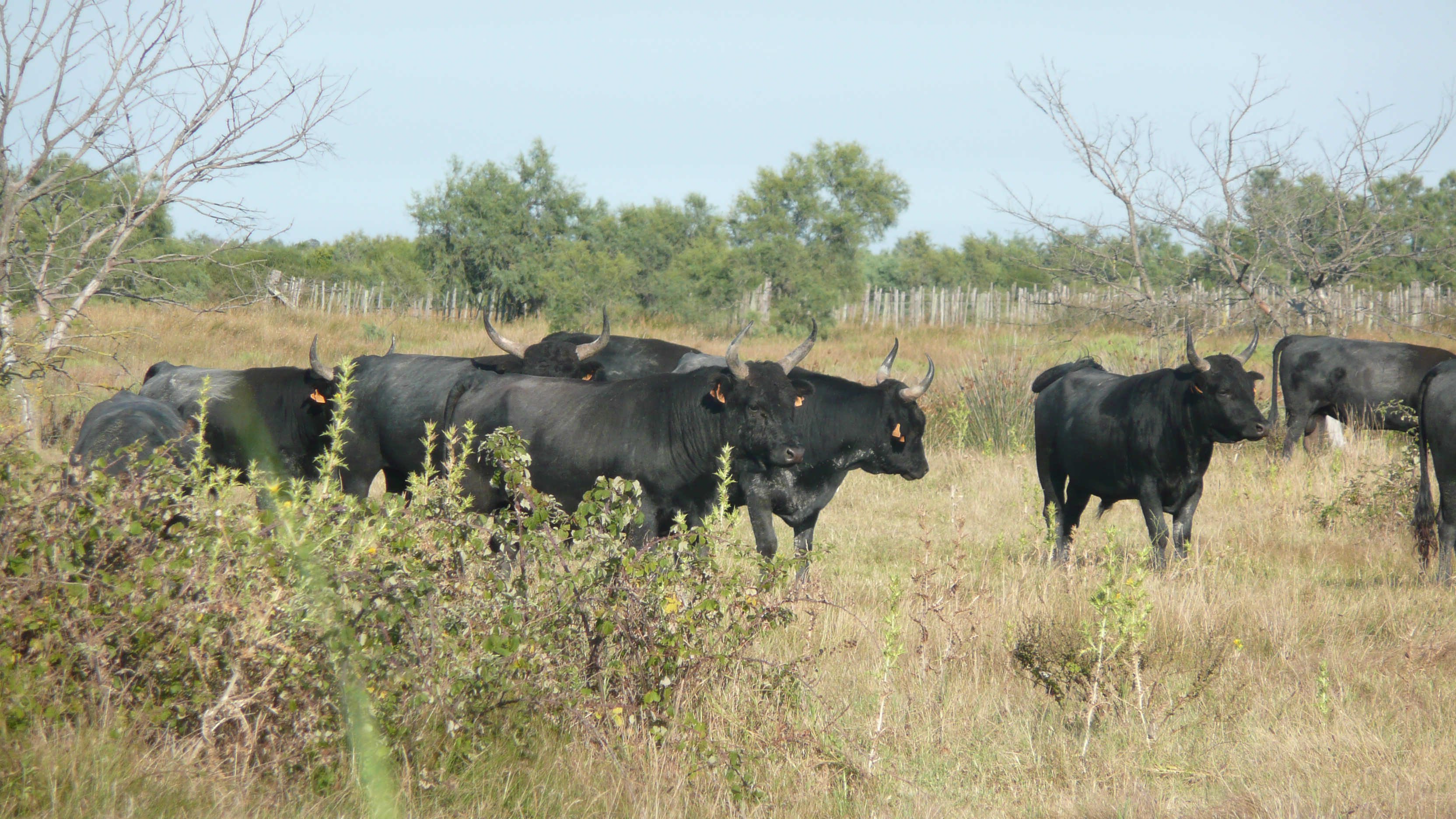
Camargue-Stiere

Bekannt ist die Camargue vor allem als Naturschutzgebiet. Während fast die gesamte Camargue (im deutschen Sinn) Landschaftsschutzgebiet (1970: Regionaler Naturpark Camargue, 86.300 ha) ist, besteht das Naturschutzgebiet (1927: réserve naturelle nationale, 13.117 Hektar) nur aus dem Étang de Vaccarès und dem südlich davon liegenden Streifen zum Meer. Im Naturschutzgebiet lebt eine mit 400 Arten reiche Wasservogelwelt (z. B. Rosaflamingo). Der Étang de Vaccarès ist der größte der zahlreichen sehr flachen Seen (französisch étang), die die für die Camargue typische Landschaft prägen.
Touristische Attraktionen sind die wildlebenden Herden der weißen Camargue-Pferde, einer nur hier vorkommenden Pferderasse, sowie die teilweise sehr großen Herden der Camargue-Stiere. Diese werden bei den größtenteils unblutigen Stierkämpfen in den Arenen der Provence eingesetzt. Ihr Fleisch (französisch taureau, auch toro) ist eine Spezialität der provenzalischen Küche. Pferde und Stiere leben im Freien, sie haben aber Besitzer und tragen entsprechende Brandzeichen; es sind also keine wilden Tiere.
Einen Überblick über die Fauna der Camargue kann man sich im Musée de la Camargue an der Straße von Arles nach Les Saintes-Maries-de-la-Mer, oder aber in der Beobachtungsstation La Capelière am Ostufer des Étang de Vaccarès verschaffen. Dort kann man in verdeckten Unterständen Vögel und andere Wildtiere beobachten, soweit die Jahreszeit und das Klima die flachen Weiher nicht ausgetrocknet haben.
Die Forschungsstation „Station biologique de la Tour du Valat“, 1954 von Luc Hoffmann gegründet, ist ein Forschungsinstitut für Naturschutzgebiete im Mittelmeerraum mit ornithologischem Schwerpunkt. Seit 2002 stehen das Naturreservat und angrenzende geschützte Flächen auf der Vorschlagsliste Frankreichs zum UNESCO-Welterbe.

## Geschichte
Das Sumpfgebiet der Camargue war in antiker und mittelalterlicher Zeit kaum besiedelt; Hirten weideten dort manchmal Schafe und Ziegen. Die Möglichkeiten zur agrarischen Nutzung der Böden wurden erst im 19. Jahrhundert erkannt; Kanäle wurden ausgehoben und entwässerten das Flachland. Über die teilweise sehr elenden Lebensbedingungen der Viehhirten in alten Zeiten und andere kulturelle Aspekte der Camargue kann man sich im Museon Arlaten in Arles informieren. Die Hirten mussten in den Cabanes leben, kleinen, riedgedeckten Schuppen, die man vereinzelt heute noch sieht.

## Kulturelle Sehenswürdigkeiten
Neben der von Ludwig dem Heiligen anlässlich der Planungen für den 6. Kreuzzug in der Mitte des 13. Jahrhunderts ausgebauten Festungsstadt Aigues-Mortes ist der Wallfahrtsort Saintes-Maries-de-la-Mer sehenswert. Hier steht eine alte Kirche, deren Gründungsgeschichte bis ins 9. Jahrhundert zurückreicht, die aber erst im 14. Jahrhundert gegen Übergriffe maurischer Piraten zu einer imposanten Wehrkirche umgebaut wurde; diese birgt angeblich die Reliquien der hl. Maria Jakobäa und der hl. Maria Salome. Auch die Schwarze Sara wird hier verehrt. Daneben gibt es ein Amphitheater und drei kleinere Museen.

## Sonstiges
- Vincent van Gogh, der von Februar 1888 bis Mai 1889 in Arles lebte und arbeitete, hat im Jahr 1888 mehrere Bilder und Zeichnungen in Saintes-Maries-de-la-Mer angefertigt.
- Die Camargue ist die Heimat mehrerer Musikerfamilien, zum Beispiel die der Reyes und die der Baliardo. Am bekanntesten sind Manitas de Plata und die Gipsy Kings.
- Das Buch Duell in Vaccares von Alistair MacLean und die gleichnamige Verfilmung, in denen die Wallfahrt der Roma nach Saintes-Maries-de-la-Mer ein plottragendes Element ist, spielen teilweise in der Camargue.
- Die Zeichentrickserie Lenas Ranch spielt ebenfalls in der Camargue.

## Film
Wo die wilden Stiere wohnen. Eine Unterwegsgeschichte aus der Camargue, ein Film von Vera Botterbusch, 45 Min., BR 1985